# Cecil Cunningham
Pour les articles homonymes, voir Cunningham.
Cecil Cunningham, née le 2 août 1888 à Saint-Louis (Missouri), morte le 17 avril 1959 à Los Angeles (Californie), est une actrice américaine.

## Biographie
Au théâtre, Cecil Cunningham se produit à Broadway (New York) entre 1913 et 1920, dans trois comédies musicales (dont Oh, I say ! de Jerome Kern), l'opérette Das Fürstenkind (adaptée en anglais) de Franz Lehár, l'opéra-comique Iolanthe du tandem Gilbert-Sullivan, et deux revues (dont Dancing Around, avec Al Jolson et Clifton Webb). Elle joue une dernière fois sur les planches new-yorkaises en 1934, dans la pièce Dance with your Gods (avec Lena Horne faisant ses débuts à Broadway).
Au cinéma, elle contribue à quatre-vingt-un films américains entre 1929 et 1948, avant une ultime prestation dans un film sorti en 1957. Mentionnons La Courtisane de Robert Z. Leonard (1931, avec Greta Garbo et Clark Gable), Cette sacrée vérité de Leo McCarey (1937, avec Clark Gable et Irene Dunne), Trompette Blues de Mitchell Leisen (1937, film musical avec Carole Lombard et Fred MacMurray), Quatre Hommes et une prière de John Ford (1938, avec Loretta Young et Richard Greene), Kitty Foyle de Sam Wood (1940, avec Ginger Rogers et Dennis Morgan), ou encore Le Droit d'aimer de Curtis Bernhardt (1946, avec Barbara Stanwyck et George Brent).
Enfin, à la télévision, Cecil Cunningham apparaît dans deux séries consacrées au théâtre, en 1951 (The Bigelow Theatre, un épisode) et 1952 (Four Star Playhouse, un épisode).

## Théâtre (à Broadway)
- 1913 : Somewhere Else, comédie musicale, musique de Gustav Luders, lyrics et livret d'Avery Hopwood
- 1913 : Iolanthe, opéra-comique, musique d'Arthur Sullivan, livret de William S. Gilbert
- 1913 : Oh, I say !, comédie musicale, musique de Jerome Kern, lyrics d'Harry B. Smith, livret de Sydney Blow et Douglas Hoare
- 1914 : Maids of Athens (Das Fürstenkind), opérette, musique de Franz Lehár, livret de Victor Léon, adaptation de Carolyn Wells
- 1914-1915 : Dancing Around, revue, musique de Sigmund Romberg et Harry Carroll, lyrics et livret d'Harold Atteridge, avec Al Jolson, Clifton Webb
- 1919-1920 : The Greenwich Village Follies of 1919, revue, musique d'A. Baldwin Sloane, lyrics de John Murray Anderson et Arthur Swanstrom, livret de John Murray Anderson et Philip Bartholomae
- 1919-1920 : The Rose of China, comédie musicale, musique d'Armand Vecsey, lyrics de P. G. Wodehouse, livret de Guy Bolton, avec Edna May Oliver
- 1934 : Dance with your Gods, pièce de Kenneth Perkins, avec Lena Horne, Rex Ingram, Charles Waldron

## Filmographie partielle

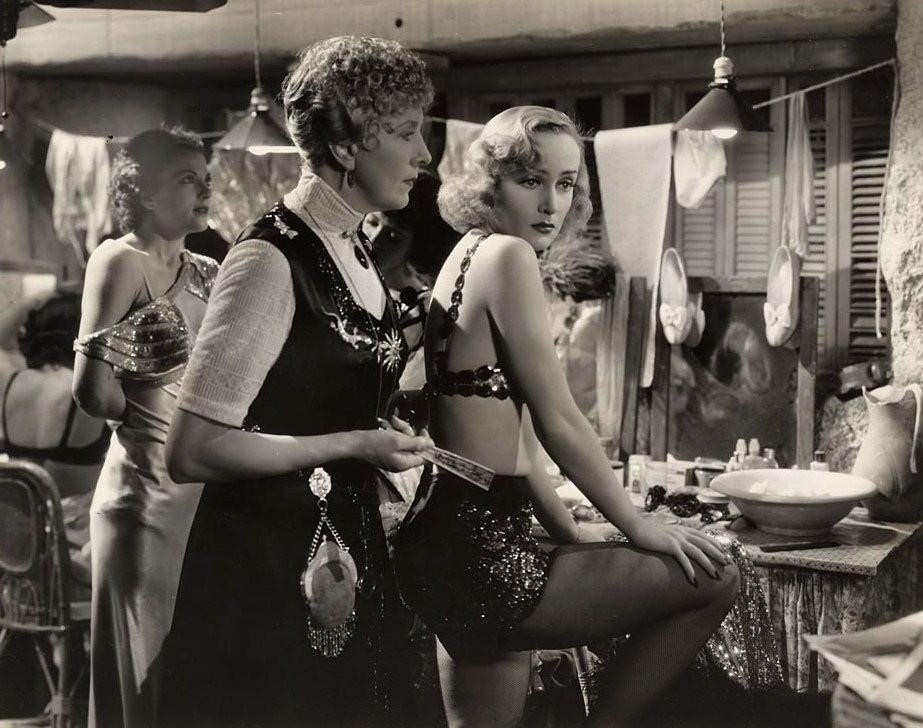
Au premier plan, derrière Carole Lombard,
dans Trompette Blues (1937)

- 1929 : Désirs (Their Own Desire) de E. Mason Hopper
- 1930 : Anybody's Woman de Dorothy Arzner
- 1930 : The Playboy of Paris de Ludwig Berger
- 1930 : Paramount on Parade, film à sketches de Dorothy Arzner, Edmund Goulding & al.
- 1931 : La Courtisane (Susan Lennox - 'Her Fall and Rise' ) de Robert Z. Leonard
- 1931 : Une femme moderne (The Age for Love) de Frank Lloyd
- 1931 : Monnaie de singe (Monkey Business) de Norman Z. McLeod
- 1931 : La Fille de l'enfer (Safe In Hell) de William A. Wellman
- 1931 : Mata Hari de George Fitzmaurice
- 1932 : The Impatient Maiden de James Whale
- 1932 : Love is a Racket de William A. Wellman
- 1932 : Blonde Vénus (Blonde Venus) de Josef von Sternberg
- 1932 : Those we love de Robert Florey
- 1932 : Si j'avais un million (If I had a Million), film à sketches de James Cruze & al.
- 1932 : Aimez-moi ce soir (Love Me Tonight) de Rouben Mamoulian
- 1933 : Ladies They Talk About ou Women in Prison d'Howard Bretherton et William Keighley
- 1933 : From Hell to Heaven d'Erle C. Kenton
- 1934 : Le Calvaire de Flora Winters (The Life of Vergie Winters) d'Alfred Santell
- 1934 : Résurrection (We live again) de Rouben Mamoulian
- 1934 : Return of the Terror (en) d'Howard Bretherton
- 1935 : People will talk d'Alfred Santell
- 1936 : Le Vandale (Come and Get It) de Howard Hawks et William Wyler
- 1937 : Cette sacrée vérité (The Awful Truth) de Leo McCarey
- 1937 : Trompette Blues (Swing High, Swing Low) de Mitchell Leisen
- 1937 : King of Gamblers de Robert Florey
- 1937 : This Way Please de Robert Florey
- 1937 : La Fille de Shanghai (Daughter of Shanghai) de Robert Florey
- 1937 : Artistes et Modèles (Artists & Models) de Raoul Walsh
- 1938 : Quatre Hommes et une prière (Four Men and a Prayer) de John Ford
- 1938 : Scandal Street (en) de James P. Hogan
- 1938 : Casier judiciaire (You and Me) de Fritz Lang
- 1938 : Femmes délaissées  (Wives Under Suspicion) de James Whale
- 1938 : College Swing de Raoul Walsh
- 1938 : Les Pirates du micro (Kentucky Moonshine) de David Butler
- 1938 : Marie-Antoinette (Marie Antoinette) de W. S. Van Dyke
- 1938 : Blond Cheat de Joseph Santley
- 1938 : Pensionnat de jeunes filles (Girls' School) de John Brahm
- 1939 : La Dame des tropiques (Lady of the Tropics'') de Jack Conway
- 1939 : The Family Next Door de Joseph Santley
- 1939 : Le monde est merveilleux (It's a Wonderful Town) de W. S. Van Dyke
- 1939 : Reine d'un jour (Winter Carnival) de Charles Reisner
- 1939 : Laugh It Off (en) d'Albert S. Rogell
- 1940 : Lillian Russell d'Irving Cummings
- 1940 : L'Île des amours (New Moon) de Robert Z. Leonard
- 1940 : Kitty Foyle (Kitty Foyle : The Natural History of a Woman) de Sam Wood
- 1941 : Tall, Dark and Handsome d'H. Bruce Humberstone
- 1941 : Les Oubliés (Blossoms in the Dust) de Mervyn LeRoy
- 1941 : Hurry, Charlie, Hurry, de Charles E. Roberts
- 1941 : Back Street de Robert Stevenson
- 1942 : Cowboy Serenade (en) de William Morgan
- 1942 : The Wife Takes a Flyer (en) de Richard Wallace
- 1942 : Twin Beds de Tim Whelan
- 1942 : Cairo de W. S. Van Dyke
- 1942 : Madame exagère (Are Husbands Necessary?) de Norman Taurog
- 1942 : The Affairs of Martha de Jules Dassin
- 1942 : Ma femme est un ange de W. S. Van Dyke
- 1942 : My Heart Belongs to Daddy de Robert Siodmak
- 1942 : The Hidden Hand de Benjamin Stoloff
- 1943 : La Du Barry était une dame (Du Barry was a Lady) de Roy Del Ruth
- 1943 : Un espion a disparu (Above Suspicion) de Richard Thorpe
- 1943 : La Ruée sanglante (In Old Oklahoma) d'Albert S. Rogell
- 1945 : The Horn Blows at Midnight de Raoul Walsh
- 1945 : Le Joyeux Phénomène (Wonder Man) de H. Bruce Humberstone
- 1946 : Le Droit d'aimer (My Reputation) de Curtis Bernhardt
- 1948 : La mariée est folle (The Bride goes Wild) de Norman Taurog (scènes supprimées au montage)
- 1957 : Carib Gold (en) d'Harold Young